# Marist Red Foxes

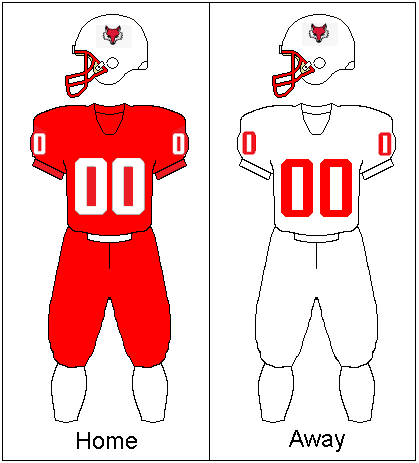
uniformes del equipo de fútbol americano.

Marist Red Foxes (en español: "Zorros Rojos del Colegio Marista") es la denominación de los equipos deportivos del Marist College, institución académica ubicada en Poughkeepsie, Nueva York. Los Red Foxes participan en las competiciones universitarias organizadas por la NCAA, y forman parte de la Metro Atlantic Athletic Conference.

## Apodo y mascota
El zorro rojo nace como mascota de la universidad al mismo tiempo que el equipo de baloncesto masculino, formado por el director deportivo del centro, el Hermano William Murphy, en 1962. Ojeando una revista deportiva vio en la portada un Reinard, un zorro inteligente protagonista de diversas historias medievales en Francia. Como el zorro rojo es habitual encontrárselo en las inmediaciones del río Hudson, le pareció el apodo perfecto para su equipo. Como el término "Reynard" no era de uso común, se decidió finalmente por los Red Foxes, que inmediatamente adoptaron el resto de equipos a excepción del de fútbol americano, que durante el principio de los años 70 usó el Vikings.
La mascota, llamada Shooter the Red Fox, fue creada por un alumno de segundo año en 1979, siendo él mismo su portador durante 6 años.

## Equipos

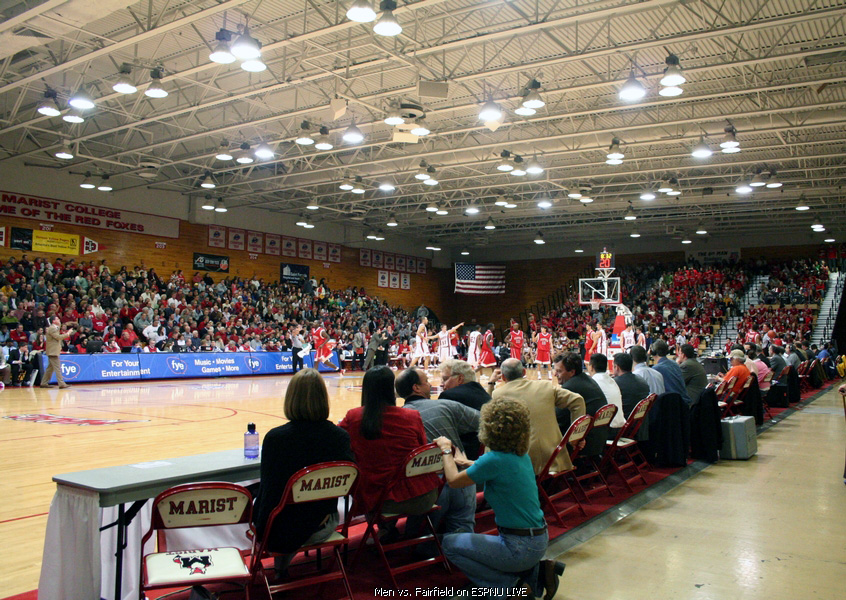
El McCann Field House.

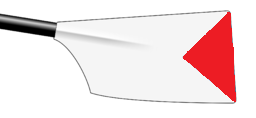
Pala de las embarcaciones de Remo.

Los Red Foxes tienen 10 equipos masculinos y 11 femeninos:
| Masculino: - Baloncesto - Atletismo - Campo a través - Fútbol - Remo - Natación - Tenis - Lacrosse - Béisbol - Fútbol americano | Femenino: - Baloncesto - Atletismo - Campo a través - Fútbol - Remo - Natación - Tenis - Lacrosse - Sófbol - Voleibol - Waterpolo |

## Baloncesto
El equipo de baloncesto masculino ha conseguido ganar en dos ocasiones el título de la MAAC, en 2002 y en 2007, pero nunca ha llegado a participar en el torneo de postemporada de la NCAA. Su única participación en un torneo nacional fue en 2007, cuando estuvo en el cuadro final del NIT, siendo eliminado en segunda ronda. Solamente un jugador de los Red Foxes ha llegado a jugar en la NBA, el holandés Rik Smits, que formó parte de la plantilla de los Indiana Pacers durante 12 temporadas.

## Instalaciones deportivas
- McCann Field House es el pabellón donde disputan sus partidos los equipos de baloncesto y el voleibol femenino. Tiene una capacidad para 3.200 espectadores y fue inaugurado en 1977.[6]
- Tenney Stadium at Leonidoff Field es el estadio donde disputan sus encuentros el equipo de fútbol americano. Fue inaugurado en 2007 y tiene una capacidad para 5.000 espectadores.[7]
- McCann Baseball Field es el estadio donde juega el equipo de béisbol. Tiene una capacidad para 350 espectadores y fue inaugurado en 1992.[8]